# هنری دبلیو. بلر
هنری دبلیو. بلیر (به انگلیسی: Henry W. Blair) سناتور سابق عضو حزب جمهوری‌خواه ایالات متحده آمریکا بود. وی در سال ۱۸۷۹ تا ۱۸۸۵ و ۱۸۸۵ تا ۱۸۹۱ میلادی سناتور ایالت نیوهمپشایر در سنای ایالات متحده آمریکا بود.